# امامزاده ابراهیم تیرستاق
امامزاده ابراهیم تیرستاق مربوط به سدهٔ ۸ و ۹ ه.ق است و در شهرستان نور، بخش چمستان، روستای تیرستاق واقع شده و این اثر در تاریخ ۷ مرداد ۱۳۸۲ با شمارهٔ ثبت ۹۳۶۶ به‌عنوان یکی از آثار ملی ایران به ثبت رسیده است.